# Košice II

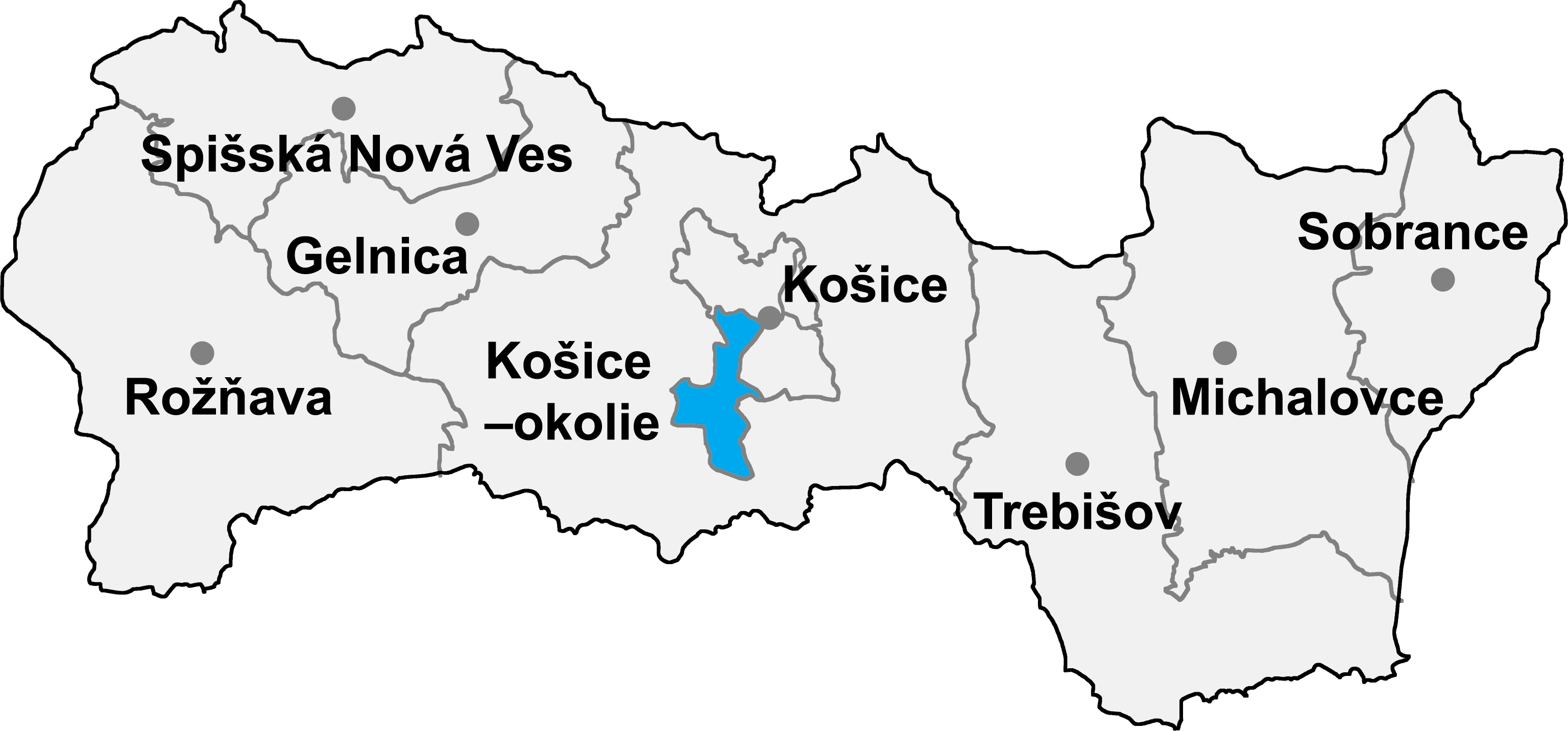
Districtul Košice II

Districtul Košice II (okres Košice II) este un district în Slovacia estică, în Regiunea Košice, în orașul Košice. Se învecinează cu districtele Košice I, Košice III, Košice IV și Košice-okolie.

## Demografie
| An:                | 1994   | 2004   | 2014   | 2024   |
| ------------------ | ------ | ------ | ------ | ------ |
| Număr de persoane: | 82.110 | 79.934 | 82.479 | 77.914 |
| Diferență:         |        | −2,65% | +3,18% | −5,53% |

| An:                | 2023   | 2024   |
| ------------------ | ------ | ------ |
| Număr de persoane: | 78.385 | 77.914 |
| Diferență:         |        | −0,60% |

## Părți ale orașului
- Lorinčík
- Luník IX
- Myslava
- Pereš
- Poľov
- Sídlisko KVP
- Šaca
- Košice-Terasa
- Košice-Západ